# 伊澤道盛
伊澤 道盛（いざわ みちもり、1840年（天保11年）6月 - 1896年（明治29年）1月13日は、日本の幕末・明治期における歯科医。口中医から西洋歯科医となり、日本初の歯科医団体を創設した。東京都出身。

## 生涯

### 生い立ち
1840年（天保11年）6月、伊澤信全（通称・道盛）の継嗣として麻布鳥居坂に生まれる。幼名は三六、元服して三盛と改め、別に信崇・嘉祥とも称した。伊澤家は代々筑前黒田藩口腔典医を勤める。1866年（慶應2年）父逝去後、家督と共に父の通称を継ぎ伊澤道盛と称す
医術を分家である備後福山藩（安部氏）藩医伊澤柏軒（伊澤磐安、伊澤蘭軒の子）に学ぶ。明治に入りフランス人歯科医日本来航に際しては教えを乞うため訪問し、英語を学んだ上で原書による歯科医術の独習を行う。1874年（明治7年）に小幡英之助が東京築地に歯科医を開業すると押し掛けて弟子となり、西洋歯科医術の習得に努めた。

### 歯科医
略歴
1878年（明治11年）内務省医術開業試験を受け合格。
1879年（明治12年）歯科診療所を京橋区尾張町（現銀座5丁目付近）に開設（1880年（明治13年）数寄屋町2丁目に移転）した。
1881年（明治14年）、大衆向け歯科衛生書のはしりとなる「固齢草 一名・歯牙養生譚」を著わす。
1886年（明治19年）、高山紀斎と共に歯科医術開業試験委員となる。（1893年（明治26年）辞任）
1893年（明治26年）9月、歯科医団体創設のため小幡英之助・高山紀斎に発起人としての参加を求め東京歯科医会を創設した。
1896年（明治29年）1月13日、逝去。

## エピソード
- 晩年は歯科衛生の基礎は母親の教育にあると考え、毎週子女を集めて講師になり歯科衛生の講習会を開いた。[1]
- 生前写真を嫌っていたため、伊澤道盛を写した写真は一切残されていない。

## 著作
- 「固齢草 一名・歯牙養生譚」（伊澤道盛著 明治14年）

## 家族
- 父：伊澤信全（1806年－1866年）通称伊澤道盛、筑前黒田藩口腔典医。
- 妻：小西氏
- 子：伊澤信平（1860年－1923年）実父伊澤盤安（柏軒）、道盛の養子となる。宮内省侍医・日本歯科医学会会長を務める。